# Халима Јакоб
Халима Јакоб (латинизовано: Halimah Yacob; 23. август 1954) сингапурска је политичарка која је од 2017. до 2023. године обављала функцију председника Сингапура и прва је жена која се нашла на тој позицији. Уједно је и била прва председница сингапурског парламента.